# カリフォルニアスパングル
カリフォルニアスパングル（欧字名:California Spangle 香:加州星球、2018年4月5日 - ）は、アイルランド生産・香港調教の競走馬。
主な勝ち鞍は2022年の香港クラシックカップ、香港マイル、2024年のクイーンズシルバージュビリーカップ、アルクオーツスプリント。

## 競走馬時代

### デビュー前
2018年4月5日、マイケル・エンライトによってアイルランドで生産される。2019年10月、代理人のザキャッスルブリッジコンサインメントによってゴフス社のオービーセールへと上場され、MCブラッドストックによって15万ユーロの価格で購買される。その後、馬主であるハワード・リャン・ヤム・シンの元に渡り、個人購入グリフィン（PPG）として香港のトニー・クルーズ調教師の厩舎に預託された。

### 2020/21年シーズン
2021年6月13日の芝1000メートル、7月4日の芝1200メートルで施行されたシャティン競馬場のグリフィン（新馬）競走をともに逃げ切って勝利し、69のハンデキャップを割り当てられる。2戦それぞれの勝ち時計である55秒33、1分8秒47は、ともに、各コース条件のグリフィン競走におけるレコードタイムであった。

### 2021/22年シーズン
2021年10月24日から2022年1月16日にかけて、芝1200メートルのハンデキャップ競走を4連戦。いずれも道中は逃げて、3勝2着1回の成績を残した。
2022年1月30日、「香港4歳三冠シリーズ」の初戦となる施行の香港クラシックマイル（芝1600メートル）に出走し、1番人気馬パッキングヴィクトリーに次ぐ2番人気に支持される。競走では逃げ込みを図ったが、中団から進出した3番人気のロマンチックウォリアーに半馬身差で競り落とされ、2着となった。
三冠の第2戦となる2月27日施行の香港クラシックカップ（芝1800メートル）では、カリフォルニアスパングルが1番人気、ロマンチックウォリアーが2番人気となった。競走では、単騎の逃げを打った本馬が、最後まで後続馬を寄せ付けず、2着チュリンレッドサンに対して1馬身差を付けて優勝。これによってパートン騎手は同競走の初勝利を達成した。
香港クラシックカップを制したカリフォルニアスパングルは、3月20日、4歳三冠の最終戦となる香港ダービー（芝2000メートル）に出走。カリフォルニアスパングルが単勝2.4倍で1番人気、ロマンチックウォリアーが3.7倍で2番人気となった。競走では、外枠から発走した本馬が逃げ、ロマンチックウォリアーが好位に付ける展開となった。本馬は最終直線に入ってからも逃げ粘ったが、追い上げたロマンチックウォリアーにゴール直前で差し切られ、同馬にアタマ差の2着に敗れた。競走後のクルーズ調教師によれば、鞍上のパートンが戦前に懸念した通り、本馬は枠順およびライバルという要因によって勝利を阻まれるという結果になった。
香港の4歳三冠シリーズを走り、そのうち一冠を制したカリフォルニアスパングルは、続いて、4月25日のチャンピオンズデーに施行されるチャンピオンズマイル（G1、芝1600メートル）に出走。チャンピオンズデーがパンデミックによって地元馬のみの開催となり、ロマンチックウォリアーが同日のクイーンエリザベス2世カップへと向かったなか、ここでのカリフォルニアスパングルは、年長の香港年度代表馬ゴールデンシックスティと対決することになった。ゴールデンシックスティに次いで2番人気に推された競走では、本馬が先頭のままで残り300メートルを通過したが、そこから追い出したゴールデンシックスティに交わし去られ、同馬に2馬身差を付けられての2着となった。
2021/22年シーズンにおけるカリフォルニアスパングルのハンデキャップは111で、これは同シーズン20位の評価であった。同じく2021/22年シーズンの国際レーティングはチャンピオンズマイル2着による111ポンドで、これは、同シーズンの香港22位タイの評価であった。

### 2022/23年シーズン
2022年9月25日、2022/23年シーズンの初戦としてセレブレイションカップ（G3、芝1400メートル）に出走。6頭立ての出走馬中で、ウィルパワーに次いで2番目に重いハンデとなった。本馬が単勝1.1倍の圧倒的な1番人気に推された競走では、逃げを打って後続を牽引し、最終直線にも余裕の手ごたえで入ると、馬なりのままで2着馬ヘルシーハッピーに対して2馬身差を付けて優勝。重賞初制覇を達成した。競走後、クルーズ調教師は、本馬がマイラーであるとの見解を示し、年末の香港国際競走では香港マイルに出走することを示唆した。
セレブレイションカップを制したカリフォルニアスパングルは、次いでシャティントロフィー（G2、芝1600メートル）に出走。14頭立ての出走馬中で、ワイクク、ロシアンエンペラーに続いて3番目に重いハンデとなった。本馬が圧倒的な1番人気に推された競走では、最後まで逃げ脚を衰えさせることなく逃げ切り、2着馬トゥールビヨンダイヤモンド、3着馬サヴィーナインに対して1馬身半差を付けて優勝。前走に続いて重賞を勝利した。
重賞を2連勝としたカリフォルニアスパングルは、次いで11月20日施行のジョッキークラブマイル（G2、芝1600メートル）に出走。同競走は「ゴールデンシックスティ対カリフォルニアスパングル」の再戦の構図となり、ゴールデンシックスティより5ポンド軽い斤量である本馬が1番人気、ここが今季初戦であるゴールデンシックスティが2番人気に支持された。競走では、逃げた本馬が直線まで粘ったが、最後はゴールデンシックスティにクビ差で差し切られて2着に敗れた。
続いて、12月11日の香港マイル（G1、芝1600メートル）に出走。ここでは、ゴールデンシックスティが単勝1.5倍で1番人気、カリフォルニアスパングルが3.2倍で2番人気の支持となった。更に、シュネルマイスター、ダノンスコーピオンの日本調教馬2頭が単勝13倍の3番人気タイで続いた。競走では、やはり本馬が逃げを打ち、これにオーストラリア調教馬ローズオブインディシーズが付いていく展開となった。中間点辺りで本馬の僚馬ビューティージョイが上昇して先頭に立ったため、本馬はその2番手を追走する形で最終直線に入った。残り300メートル辺りでカリフォルニアスパングルが2番手から再び先頭に立ち、最後は本馬が追い込んだゴールデンシックスティをクビ差振り切って優勝。G1競走の初勝利を達成した。ゴールデンシックスティとは3度目の対戦でこれを破る結果となり、競走後のクルーズは、本馬の気性面における成長や、幅広い距離をこなす才能を高評価した。
その後、2023年1月29日に行われた香港スチュワーズカップではゴールデンシックスティ、ロマンチックウォリアーとの3強対決となり、レースでは本馬が軽快に逃げ、2番手にロマンチックウォリアー、3番手にゴールデンシックスティと3強が揃って前に行くと、直線に入っても懸命に逃げ粘っていたが残り100mでゴールデンシックスティとロマンチックウォリアーにかわされ3着に敗れる。3月19日に行われたクイーンズシルヴァージュビリーカップでは本馬が逃げ、ラッキースワイネスが本馬をマークする形でレースを進めると、最後の直線では2頭の叩き合いとなるも残り150mでラッキースワイネスにかわされて2着となった。4月9日のG2チェアマンズトロフィーでは2番手追走から残り100mで先頭に立つとマネーキャッチャーの追撃を半馬身差で振り切り快勝するも、4月30日に行われたチャンピオンズマイルではスタートからハナを奪い道中は逃げる展開となり、直線に入って懸命に粘るも残り200mでゴールデンシックスティらにかわされ3着となる。

### 2023/24年シーズン
10月15日に行われたG2シャティントロフィーでは大外枠からハナを奪うと、直線に入っても脚色は衰えることなくそのまま逃げ切って始動戦を快勝する。しかし、続くG2ジョッキークラブマイルで4着に敗れると、連覇がかかった香港マイルでは13着と大敗を喫する。年が明けて2024年1月1日のG3チャイニーズクラブチャレンジカップは7着、1月21日の香港スチュワーズカップは4着と精彩を欠いていたが、3月10日のクイーンズシルヴァージュビリーカップを逃げ切ってG1競走2勝目を挙げると、続くアルクオーツスプリントでは先団追走から直線で抜け出すと、最後は後方から追い込んできたスターオブミステリーとの競り合いを3/4差で制しG1競走3勝目をマークする。この後、4月28日のチェアマンズスプリントプライズでは2番手追走から直線で一旦は抜け出すもインビンシブルセージに差し切られ2着。6月23日のG3プレミアカップでは道中軽快に逃げて押し切りを図ったが、最後方から追い込んできたムゲンにクビ差で差し切られ2戦続けての2着となる。

### 2024/25年シーズン
10月20日のプレミアボウルで始動。道中軽快に逃げるものの最後はカーインライジングとヘリオスエクスプレスにかわされて3着に敗れると、その後も精彩を欠き、2025年3月30日のスプリントカップで6着に終わったのち、4月10日に左前大腿関節損傷のため引退を発表した。引退後はオーストラリアのリビングレジェンズで余生を送る予定。

## 競走成績
以下の内容は、香港ジョッキークラブ、JRA-VAN ver.World、エミレーツレーシングオーソリティによる。
| 出走日     | 競馬場   | 競走名                          | 格  | 頭数 | オッズ（人気） | 着順 | 騎手             | 斤量 | 距離（馬場）  | タイム  | 着差  | 1着（2着）馬           |
| ---------- | -------- | ------------------------------- | --- | ---- | -------------- | ---- | ---------------- | ---- | ------------- | ------- | ----- | ---------------------- |
| 2021.06.13 | 沙田     | 条件戦                          | Grf | 8    | 2.0（1人）     | 01着 | N.カラン         | 57.0 | 芝1000m（良） | 1:55.33 | -0.16 | （Cordyceps Six）      |
| 0000.07.04 | 沙田     | 条件戦                          | Grf | 9    | 2.5（2人）     | 01着 | N.カラン         | 60.5 | 芝1200m（良） | 1:08.47 | -0.35 | （Toronado Phantom）   |
| 0000.10.24 | 沙田     | ハンデ戦                        | C3  | 12   | 1.7（1人）     | 02着 | Z.パートン       | 57.5 | 芝1200m（良） | 1:08.70 | -0.02 | Rock Ya Heart          |
| 0000.11.21 | 沙田     | ハンデ戦                        | C3  | 14   | 1.6（1人）     | 01着 | Z.パートン       | 57.0 | 芝1200m（良） | 1:08.70 | -0.29 | （Ennea Fortune）      |
| 0000.12.12 | 沙田     | ハンデ戦                        | C2  | 11   | 1.8（1人）     | 01着 | M.チャドウィック | 52.5 | 芝1200m（良） | 1:08.97 | -0.13 | （Fantastic Way）      |
| 2022.01.16 | 沙田     | ハンデ戦                        | C2  | 12   | 1.3（1人）     | 01着 | Z.パートン       | 56.0 | 芝1200m（良） | 1:08.34 | -0.23 | （Trillion Win）       |
| 0000.01.30 | 沙田     | 香港クラシックマイル            | L   | 14   | 4.6（2人）     | 02着 | M.チャドウィック | 57.0 | 芝1600m（良） | 1:33.89 | -0.09 | Romantic Warrior       |
| 0000.02.27 | 沙田     | 香港クラシックカップ            | L   | 14   | 1.9（1人）     | 01着 | Z.パートン       | 57.0 | 芝1800m（良） | 1:46.98 | -0.17 | （Turin Redsun）       |
| 0000.03.20 | 沙田     | 香港ダービー                    | L   | 14   | 2.4（1人）     | 02着 | Z.パートン       | 57.0 | 芝2000m（良） | 2:00.27 | -0.04 | Romantic Warrior       |
| 0000.04.24 | 沙田     | チャンピオンズマイル            | G1  | 8    | 2.6（2人）     | 02着 | Z.パートン       | 57.0 | 芝1600m（良） | 1:33.14 | -0.27 | Golden Sixty           |
| 0000.09.25 | 沙田     | セレブレイションC               | G3  | 6    | 1.1（1人）     | 01着 | Z.パートン       | 57.5 | 芝1400m（良） | 1:20.49 | -0.33 | （Healthy Happy）      |
| 0000.10.16 | 沙田     | シャティンT                     | G2  | 14   | 1.3（1人）     | 01着 | Z.パートン       | 60.5 | 芝1600m（良） | 1:33.41 | -0.23 | （Tourbillon Diamond） |
| 0000.11.20 | 沙田     | ジョッキーCマイル               | G2  | 7    | 1.6（1人）     | 02着 | Z.パートン       | 56.0 | 芝1600m（良） | 1:34.06 | -0.04 | Golden Sixty           |
| 0000.12.11 | 沙田     | 香港マイル                      | G1  | 9    | 3.2（2人）     | 01着 | Z.パートン       | 57.0 | 芝1600m（良） | 1:33.41 | -0.07 | （Golden Sixty）       |
| 2023.01.29 | 沙田     | 香港スチュワーズC               | G1  | 7    | 3.9（3人）     | 03着 | Z.パートン       | 57.0 | 芝1600m（良） | 1:34.19 | -0.20 | Golden Sixty           |
| 0000.03.19 | 沙田     | クイーンズシルヴァージュビリーC | G1  | 5    | 1.6（1人）     | 02着 | Z.パートン       | 57.0 | 芝1400m（良） | 1:21.29 | -0.17 | Lucky Sweynesse        |
| 0000.04.09 | 沙田     | チェアマンズT                   | G2  | 8    | 1.2（1人）     | 01着 | Z.パートン       | 57.0 | 芝1600m（良） | 1:34.17 | -0.09 | （Money Catcher）      |
| 0000.04.30 | 沙田     | チャンピオンズマイル            | G1  | 8    | 3.2（2人）     | 03着 | Z.パートン       | 57.0 | 芝1600m（良） | 1:33.68 | -0.34 | Golden Sixty           |
| 0000.10.15 | 沙田     | シャティンT                     | G2  | 10   | 4.4（2人）     | 01着 | H.ボウマン       | 61.0 | 芝1600m（良） | 1:34.18 | -0.10 | （Encountered）        |
| 0000.11.19 | 沙田     | ジョッキーCマイル               | G2  | 5    | 1.7（1人）     | 04着 | M.チャドウィック | 58.0 | 芝1600m（良） | 1:33.81 | -0.77 | Beauty Eternal         |
| 0000.12.10 | 沙田     | 香港マイル                      | G1  | 14   | 10（4人）      | 13着 | C.スミヨン       | 57.0 | 芝1600m（良） | 1:35.52 | -1.42 | Golden Sixty           |
| 2024.01.01 | 沙田     | チャイニーズクラブチャレンジC   | G3  | 8    | 3.3（1人）     | 07着 | H.ボウマン       | 61.0 | 芝1400m（良） | 1:22.71 | -0.73 | Taj Dragon             |
| 0000.01.21 | 沙田     | 香港スチュワーズC               | G1  | 8    | 5.8（3人）     | 04着 | H.ボウマン       | 57.0 | 芝1600m（良） | 1:34.53 | -0.56 | Voyage Bubble          |
| 0000.03.10 | 沙田     | クイーンズシルヴァージュビリーC | G1  | 10   | 11（4人）      | 01着 | B.アブドゥラ     | 57.0 | 芝1400m（良） | 1:22.18 | -0.16 | （Galaxy Patch）       |
| 0000.03.30 | メイダン | アルクォズスプリント            | G1  | 12   | 7.0（3人）     | 01着 | B.アブドゥラ     | 59.0 | 芝1200m（良） | 1:07.50 | -0.12 | （Star Of Mystery）    |

## 血統表
| カリフォルニアスパングルの血統  | カリフォルニアスパングルの血統 | カリフォルニアスパングルの血統 | （血統表の出典）           | （血統表の出典） |
| 父 Starspangledbanner 栗毛 2006 | 父の父Choisir 栗毛 1999        | Danehill Dancer                | *デインヒル                | *デインヒル      |
| 父 Starspangledbanner 栗毛 2006 | 父の父Choisir 栗毛 1999        | Danehill Dancer                | Mira Adonde                |                  |
| 父 Starspangledbanner 栗毛 2006 | 父の父Choisir 栗毛 1999        | Great Selection                | Lunchtime                  | Lunchtime        |
| 父 Starspangledbanner 栗毛 2006 | 父の父Choisir 栗毛 1999        | Great Selection                | Pensive Mood               |                  |
| 父 Starspangledbanner 栗毛 2006 | 父の母Gold Anthem 栗毛 1999    | Made Of Gold                   | Green Forest               | Green Forest     |
| 父 Starspangledbanner 栗毛 2006 | 父の母Gold Anthem 栗毛 1999    | Made Of Gold                   | Vindaria                   |                  |
| 父 Starspangledbanner 栗毛 2006 | 父の母Gold Anthem 栗毛 1999    | National Song                  | Vain                       | Vain             |
| 父 Starspangledbanner 栗毛 2006 | 父の母Gold Anthem 栗毛 1999    | National Song                  | Olympic Aim                |                  |
| 母 Pearlitas Passion 鹿毛 2006  | 母の父High Chaparral 鹿毛 1999 | Sadler's Wells                 | Northern Dancer            | Northern Dancer  |
| 母 Pearlitas Passion 鹿毛 2006  | 母の父High Chaparral 鹿毛 1999 | Sadler's Wells                 | Fairy Bridge               |                  |
| 母 Pearlitas Passion 鹿毛 2006  | 母の父High Chaparral 鹿毛 1999 | Kasora                         | Darshaan                   | Darshaan         |
| 母 Pearlitas Passion 鹿毛 2006  | 母の父High Chaparral 鹿毛 1999 | Kasora                         | Kozana                     |                  |
| 母 Pearlitas Passion 鹿毛 2006  | 母の母Paimpolaise 鹿毛 1998    | Priolo                         | Sovereign Dancer           | Sovereign Dancer |
| 母 Pearlitas Passion 鹿毛 2006  | 母の母Paimpolaise 鹿毛 1998    | Priolo                         | Primevere                  |                  |
| 母 Pearlitas Passion 鹿毛 2006  | 母の母Paimpolaise 鹿毛 1998    | Basilea                        | Frere Basile               | Frere Basile     |
| 母 Pearlitas Passion 鹿毛 2006  | 母の母Paimpolaise 鹿毛 1998    | Basilea                        | Gay Apparel                |                  |
| 母系(F-No.)                     | (FN:4-r)                       | (FN:4-r)                       | (FN:4-r)                   | [ § 2 ]          |
| 5代内の近親交配                 | Northern Dancer 4×5＝9.38%     | Northern Dancer 4×5＝9.38%     | Northern Dancer 4×5＝9.38% | [ § 3 ]          |
| 出典                            | 1. 2. 3.                       | 1. 2. 3.                       | 1. 2. 3.                   | 1. 2. 3.         |